# Tony Popovic
Tony Popovic, właśc. Anthony Popovic (chorw. Ante Popović; ur. 4 lipca 1973 w Sydney) – australijski piłkarz pochodzenia chorwackiego grający na pozycji środkowego obrońcy, a także trener.

## Kariera klubowa
Piłkę na poziomie ligowym Popovic zaczął kopać w 1989 roku w zespole Sydney United. Był solidnym ligowym obrońcą i w ojczyźnie grał do roku 1997. W zimowym oknie transferowym w 1997 wyjechał do Japonii do zespołu J-League, Sanfrecce Hiroszima. W różnych okresach grał m.in. ze swoimi czterema rodakami (Haydenem Foxem, Aurelio Vidmarem, Steve’em Coricą oraz Grahamem Arnoldem). W sierpniu 2001 przeszedł na zasadzie wolnego transferu do Crystal Palace, zespołu który grał wówczas w First Division. W sezonie 2003/2004 pomógł zespołowi w awansie do Premier League. W sezonie 2004/2005 rozegrał 23 mecze w Premiership, jednak jego drużyna nie zdołała się utrzymać i spadła o klasę niżej. Popovic był także kapitanem klubowym. W lecie 2006 na zasadzie wolnego transferu przeszedł do zespołu z ligi katarskiej Al-Arabi. W 2007 roku wrócił do ojczyzny i podpisał kontrakt z Sydney FC. W 2008 roku zakończył karierę.
| Sezon   | Klub                | Kraj      | Rozgrywki      | Mecze | Bramki |
| ------- | ------------------- | --------- | -------------- | ----- | ------ |
| 1989/90 | Sydney United       | Australia | NSL            | 13    | 0      |
| 1990/91 | Sydney United       | Australia | NSL            | 17    | 1      |
| 1991/92 | Sydney United       | Australia | NSL            | 20    | 1      |
| 1992/93 | Sydney United       | Australia | NSL            | 24    | 2      |
| 1993/94 | Sydney United       | Australia | NSL            | 27    | 2      |
| 1994/95 | Sydney United       | Australia | NSL            | 25    | 3      |
| 1995/96 | Sydney United       | Australia | NSL            | 29    | 4      |
| 1996/97 | Sydney United       | Australia | NSL            | 7     | 2      |
| 1997    | Sanfrecce Hiroszima | Japonia   | J-League       | 11    | 0      |
| 1998    | Sanfrecce Hiroszima | Japonia   | J-League       | 25    | 4      |
| 1999    | Sanfrecce Hiroszima | Japonia   | J-League       | 23    | 6      |
| 2000    | Sanfrecce Hiroszima | Japonia   | J-League       | 21    | 2      |
| 2001    | Sanfrecce Hiroszima | Japonia   | J-League       | 7     | 0      |
| 2001/02 | Crystal Palace      | Anglia    | Division One   | 20    | 2      |
| 2002/03 | Crystal Palace      | Anglia    | Division One   | 36    | 3      |
| 2003/04 | Crystal Palace      | Anglia    | Division One   | 34    | 1      |
| 2004/05 | Crystal Palace      | Anglia    | Premier League | 23    | 0      |
| 2005/06 | Crystal Palace      | Anglia    | Championship   | 12    | 0      |
| 2006/07 | Al-Arabi            | Katar     | Q-League       | 17    | 2      |
| 2007/08 | Sydney FC           | Australia | A-League       | 18    | 1      |
| 2008/09 | Sydney FC           | Australia | A-League       | 7     | 0      |

## Kariera reprezentacyjna
W reprezentacji Australii Popovic zadebiutował 11 lutego 1995 roku w przegranym 0:1 meczu z reprezentacją Kolumbii. Popovic brał m.in. udział w IO 1992, gdzie reprezentacja Australii przegrała m.in. z Polską. Zagrał w obu barażowych meczach z reprezentacją Urugwaju i pomógł reprezentacji Australii w awansie do finałów Mistrzostw Świata w Niemczech po dramatycznym konkursie rzutów karnych. Dzięki dobrej postawie w klubie i reprezentacji został powołany przez Guusa Hiddinka do 23-osobowej kadry na same finały MŚ. Tam zagrał tylko w jednym meczu – przegranym 0:2 z reprezentacją Brazylii. Jednak w 40 minucie musiał opuścić z powodu kontuzji łydki i więcej na Mundialu nie zagrał.
Był jednym z najważniejszych piłkarzy w drużynie australijskiej, łącznie wziął udział w 55 meczach reprezentacji zdobywając 8 goli. Ostatniego gola zdobył w swoim ostatnim meczu rozegranym 7 października 2006 w Sydney przeciwko Paragwajowi w 88. minucie meczu, ostatecznie zremisowanego 1:1 dzięki samobójczemu golowi Australii w 94. minucie meczu.